# Hortus deliciarum

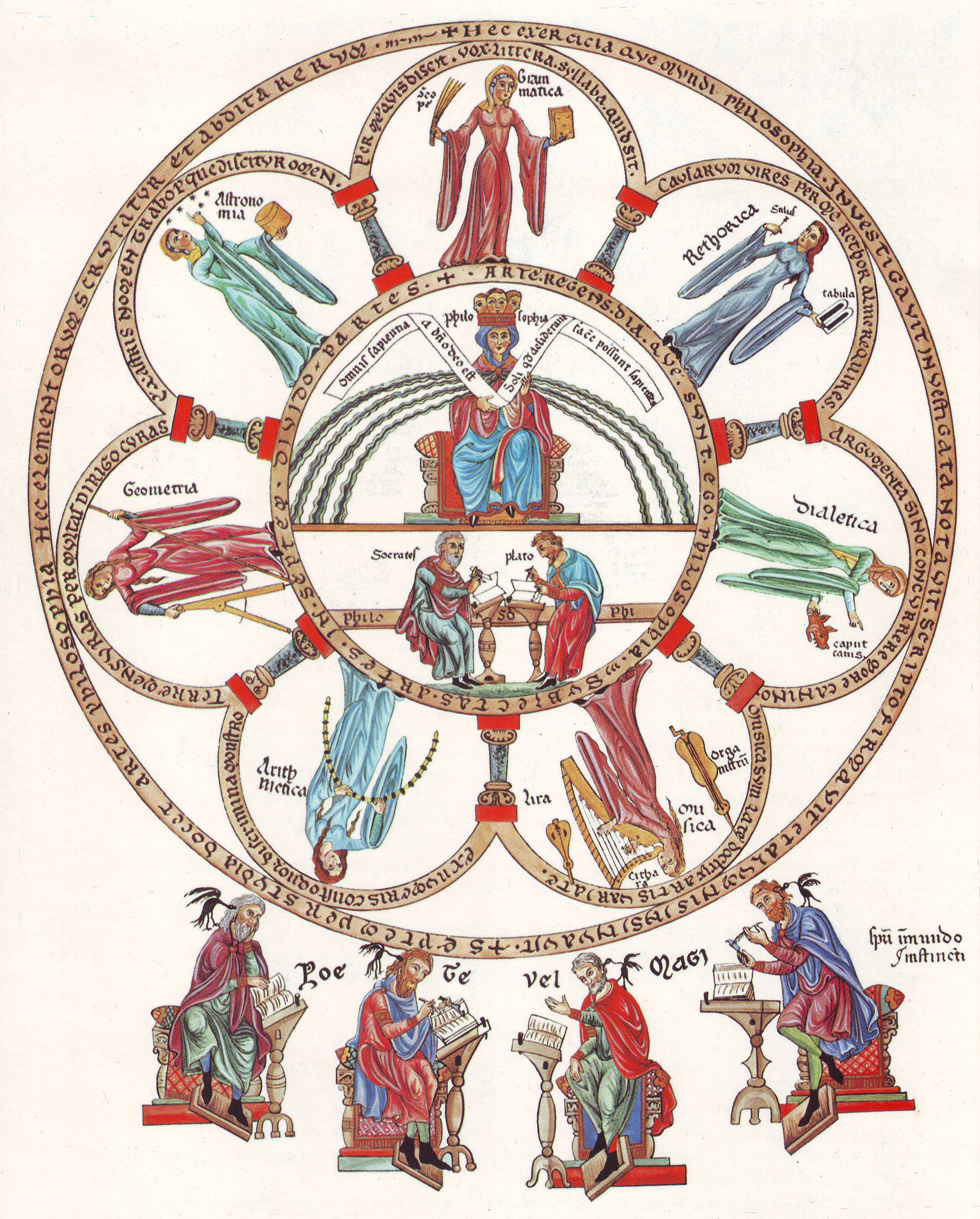
"Septem artes liberales" uit de Hortus Deliciarum (rond 1180)

De Hortus deliciarum ("Tuin der kostelijkheden") is een geïllustreerde encyclopedie die door Herrad von Landsberg werd geschreven tussen 1175 en 1195. Hoewel het werk grotendeels in het Latijn geschreven is, bevat het veel Duitse glossen.
Herrad von Landsberg was tussen 1167 en 1195 abdis van het klooster Hohenburg op de Odilienberg in de Elzas.
Hiermee is dit de eerste door een vrouw samengestelde encyclopedie. Het werk is voorzien van 350 miniaturen en vat de theologische en profane kennis van die tijd samen ter educatie van de novicen en kloosterzusters.
Het origineel is in 1870 te Straatsburg, waar het sinds 1723 verbleef, als gevolg van de Frans-Duitse Oorlog verbrand. Alleen kopieën en een facsimile uit 1818 zijn bewaard gebleven.